# 紐波特 (緬因州)
紐波特（英語：Newport）是一個位於美國緬因州佩諾布斯科特縣的鎮。

## 人口
根據2020年美國人口普查的數據，紐波特的面積為95.75平方千米，當中陸地面積為76.40平方千米，而水域面積為19.35平方千米。當地共有人口3133人，而人口密度為每平方千米33人。